# منزنو اسپرینگز (نیومکزیکو)
منزنو اسپرینگز (به انگلیسی: Manzano Springs) یک منطقهٔ مسکونی در ایالات متحده آمریکا است که در نیومکزیکو واقع شده‌است. منزنو اسپرینگز ۵٫۹ کیلومتر مربع مساحت و ۱۳۷ نفر جمعیت دارد و ۲٬۱۲۷٫۵۳ متر بالاتر از سطح دریا واقع شده‌است.